# Иван Спасов (революционер)
Иван Илиев Спасов е български революционер, деец на Вътрешната македоно-одринска революционна организация.

## Биография
Иван Спасов е роден на 10 януари 1882 година в Кратовско. „Енциклопедичен речник Кюстендил“ посочва като родно място Николаево, което вероятно е Нежилово, тогава в Османската империя, днес в Северна Македония. Привлечен е във ВМОРО. Влиза в четата на Дончо Ангелов, с която в 1903 година се сражава при Горно Кратово.
Изселва се в Свободна България и се установява в Кюстендил.
При избухването на Балканската война в 1912 година Иван Спасов от Кратово, кръчмар, 25-годишен с I клас образование е доброволец в Македоно-одринското опълчение. Служи в 1-ва рота на 13-а кукушка дружина, а след това в Сборната партизанска рота на МОО.
Умира след 1950 година.